# Epilobium laxum
Epilobium laxum är en dunörtsväxtart som beskrevs av John Forbes Royle. Epilobium laxum ingår i släktet dunörter, och familjen dunörtsväxter. Inga underarter finns listade i Catalogue of Life.